# Scribblenauts
Scribblenauts é um jogo eletrônico de quebra-cabeça e ação para o Nintendo DS, desenvolvido pela 5th Cell e publicado pela Warner Bros. Interactive Entertainment. O jogo foi lançado em 15 de Setembro de 2009 na América do Norte, em Setembro de 2009 na Austrália e em Outubro de 2009 no Reino Unido. É o terceiro título da Nintendo DS e da 5th Cell, antecedido por Drawn to Life e Lock's Quest. O objetivo de Scribblenauts, como indica o subtítulo Write Anything. Solve Everything. (Escreva o que quiser. Solucione tudo.), é completar quebra-cabeças com a ajuda de qualquer objeto que venha à cabeça, desde que ele esteja disponível em um banco de dados de dezenas de milhares de palavras. A vantagem desse sistema de jogo é a possibilidade de resolver um problema de várias maneiras diferentes, inexistente na maioria dos jogos do gênero.
Scribblenauts foi mostrado pela primeira vez em sua versão pronta para jogo em 2009, na Electronic Entertainment Expo (E3), quando foi muito bem recebido pela crítica. Críticos acreditaram que a desenvolvedora cumpriu sua promessa em permitir que quase qualquer objeto fosse criado no jogo, mas lamentaram o uso de tela tocável para controlar o protagonista, o que pode confundir o usuário e causar movimentos indesejados do personagem.
Assim como outros jogos distribuídos pela Warner Bros. Interactive Entertainment, Scribblenauts é um dos pouquíssimos títulos para plataformas Nintendo a terem, além de caixas e manuais produzidos no Brasil e tradução completa para o português brasileiro.

## Jogabilidade
Scribblenauts é um jogo de deslocamento lateral no qual Maxwell, o personagem principal, é controlado pela tela tocável, a câmera é controlada pelo controles direcionais e os botões L e R são usados para girar objetos. Toques na tela fazem com que Maxwell vá naquela direção ou pule. Ao tocar em um objeto, o protagonista correrá até ele e o pegará ou serão dadas outras opções, como montar um cavalo, andar de bicicleta ou ainda atirar em algo com uma arma. Um elemento fundamental de Scribblenauts é a habilidade do jogador em invocar uma enorme variedade de objetos dentro do jogo. Isso é possível escrevendo o nome do objeto desejado através de um teclado virtual ou da tela sensível ao toque. Por exemplo, o jogador pode escrever "foguete" para invocar um foguete, que pode ser usado para ir a Marte. O jogador pode também amarrar objetos juntos, tal como amarrar uma peça de carne a uma vara e segurá-la na frente enquanto cavalga um Velociraptor.
A faixa de objetos invocados varia entre animais, armas, forças da natureza, pessoas famosas (ficcionais e reais), veículos, utensílios domésticos, easter eggs da equipe de desenvolvimento, entre outras coisas da internet. Entretanto, o jogo não inclui marcas registradas, drogas, nem termos potencialmente ofensivos. O jogo inclui um sistema de homônimos que oferece ao jogador a possbilidade de escolher entre objetos cujos nomes sejam similares, tais como um balão de festa e um balão de ar quente, nesse caso, ambos são identificados como balão; há também um analisador que provê a combinação mais próxima para palavras escritas erradas. O lançamento americano inclui suporte para português brasileiro, francês e espanhol, com variantes franco-canadenses e latino-americanas para palavras em francês e espanhol.
O jogo é dividido em 220 níveis dentro de 10 áreas temáticas, e a cada uma delas é dado um ranking de 4 estrelas baseado na sua dificuldade, com as áreas posteriores apresentando mais estrelas. Nos quebra-cabeças são dados um par para o número de objetos que podem ser invocados, normalmente entre dois e quatro. Apesar disso, o jogador é livre para invocar mais. Há dois tipos de níveis — 'puzzle" e "ação". Puzzle são situações da vida real (tais como abrir uma piñata) onde o Starite é ganho uma vez que o problema é resolvido, enquanto níveis de ação vão se assemelhar aos jogos de plataforma com tela deslizante, apresentando alavancas, armadilhas de espinhos, e outros elementos semelhantes. Jogadores são premiados com "méritos" por completar níveis enquanto obedecem certos requisitos, tais como não invocar armas ou algum outro objeto específico. Uma vez que o jogador completa um nível, uma estrela de prata aparece no nível na tela de seleção e um "Free play" (Jogo Livre) é destravado. Neste ponto, o jogador pode tentar jogar o mesmo nível 3 vezes consecutivas sem repetir objetos. Conseguir completar este desafio garante ao jogador uma estrela de ouro naquele nível. Scribblenauts traz um enredo simples, pois os desenvolvedores quiseram focar-se na jogabilidade. O jogo recompensa o jogador com ollars, o dinheiro do jogo, a cada fase completada. Essa moeda permite ao jogador comprar novas áreas, diferentes avatares e outras mudanças visuais no jogo.
O jogo inclui um editor de nível, permitindo aos jogadores compartilhar esse nível pelo sistema Nintendo Wi-Fi. O jogador pode começar com qualquer nível que ele tenha completado no jogo principal, e adicionar novos objetos com novas propriedades, que variam em relação ao comportamento normal, tais como um urso capaz de comer um avião.

## Desenvolvimento
Scribblenauts foi primeiramente concebido no segundo quadrimestre de 2007, aproximadamente ao mesmo tempo em que pensaram em Lock's Quest. O diretor criativo da 5th Cell, Jeremiah Slaczka, afirmou que eles estavam procurando contrapartes de Nintendogs e Brain Age, jogos que atraem um nicho de público mais amplo demograficamente que os outros jogos que a 5th Cell desenvolveu. O conceito de Scribblenauts (algo como Escrivonautas) veio de uma combinação de uma ideia anterior que ele teve para o DS, que era similar ao Mad Libs e um sonho em que ele tinha que resolver quebra-cabeças com situações da vida real numa sala. Uma ideia adicional que foi visualizada por Slaczka era permitir aos jogadores sentenças completas no touchscreen embaixo e ver a sentença se transformar em ação na tela de cima, mas percebeu que o jogo poderia ser tedioso e que os jogadores iam preferir fazer uso de palavras-chaves. Eles combinaram essas ideias para criar o conceito principal de Scribblenauts. Slaczka percebeu que o conceito do jogo podia ter sido considerado impossível por outros programadores, mas encontrou o diretor técnico da 5th Cell, Marius Fahlbusch sentindo-se confiante que eles poderiam criar os elementos necessários. Como Lock's Quest foi idealizado primeiro, eles focaram em lançar aquele jogo primeiro enquanto começavam o desenvolvimento de Scribblenauts.  O jogo estava em beta em torno de Maio de 2009, e contou com inúmeros jogadores testes explorando o jogo. Metade da equipe da 5th Cell trabalhou no jogo. Ele foi desenvolvido paralelamente com a versão para o DS de Drawn to Life: The Next Chapter.
O motor principal de Scribblenauts é um motor data-driven chamado "Objectnaut" (Objetonauta) criado por Fahlbusch. Dentro do Objectnaut, a cada objeto é dado um conjunto de propriedades, incluindo características físicas, comportamento de inteligência artificial, e como o jogador (através de Maxwell) pode interagir com ele. Cinco pessoas da equipe gastaram seis meses pesquisando dicionários e enciclopédias para criar um vasto banco de dados de objetos dentro do Objectnaut, então fizeram uma hierarquia de dados a partir desta informação. Por exemplo, cada objeto baseado em mamífero no jogo é dada a propriedade de ter "carne orgânica", permitindo que ele seja comido ou transformado em carne, sem ter que especificar essa função para cada tipo de mamífero que eles utilizaram. O Objectnaut permitiu à equipe criar dois objetos distintos para palavras que tem significados semelhantes simplesmente ajustando cada propriedade da palavra no banco de dados: "lion", "tiger" e "leopard" mesmo semelhantes se comportarão diferentemente e tem artes diferentes, enquanto a única diferença no jogo entre "croissant" e "Pasta Dinamarquesa" é que a pasta dinamarquesa é capaz de rolar como uma roda. A equipe se certificou de balancear as habilidades de vários objetos, para evitar de criar um "Super personagem" que teria um objeto chave para a solução de todos os níveis, e dar mais coragem aos jogadores para tentar elementos diferentes. Slaczka notou era frequentemente perguntado se certas palavras difíceis estavam no jogo, quando entrevistado pela imprensa, na maioria das vezes sendo capaz de responder afirmativamente a essa questão. Um exemplo dado por Slaczka, um jornalista "hardcore" queria 20 minutos com o jogo para tentar desbravá-lo durante a E3 de 2009, mas, de acordo com Slaczka, "ele teve um desafio realmente difícil com aquele tempo e apertou minha mão".
Cada uma das palavras dentro do jogo tem uma arte associada com ela, liderada pelo artista da 5th Cell, Edison Yan, a tarefa de criar a arte foi simplificada ao "mínimo" também pelo estilo de desenho dos jogos anteriores da 5th Cell. Cada objeto é renderizado como um gráfico 3D de computador com objetos agindo como bonecos no plano dos gráficos 2D. Isto foi feito para evitar ter que criar um número grande de animações 2D. Projeto de níveis focou em prover uma grande variedade de situações, incluindo dividir o nível entre Puzzle e Ação, para evitar que o jogador crie um conjunto limitado de palavras comuns e não explore outras possíveis soluções.
O jogo usa principalmente o touchscreen para controlar Maxwell e outros objetos; os desenvolvedores consideraram o uso do direcional analógico do DS mas perceberam que ele ia se sobrepor ao uso do touchscreen para certas ações e então focaram maior parte dos controles do jogo para aquela interface. O jogo inclui o próprio reconhecimento de caligrafia da 5th Cell para escrita de objetos, que Slaczka considerou ser melhor que o sistema da Nintendo usado em Brain Age. A equipe incluiu um teclado virtual juntamente com este sistema sabendo que não se pode entender tudo, assim como diz aquele ditado "the human brain can't understand chicken scratch" (o cérebro humano não pode entender o que as galinhas ciscam).

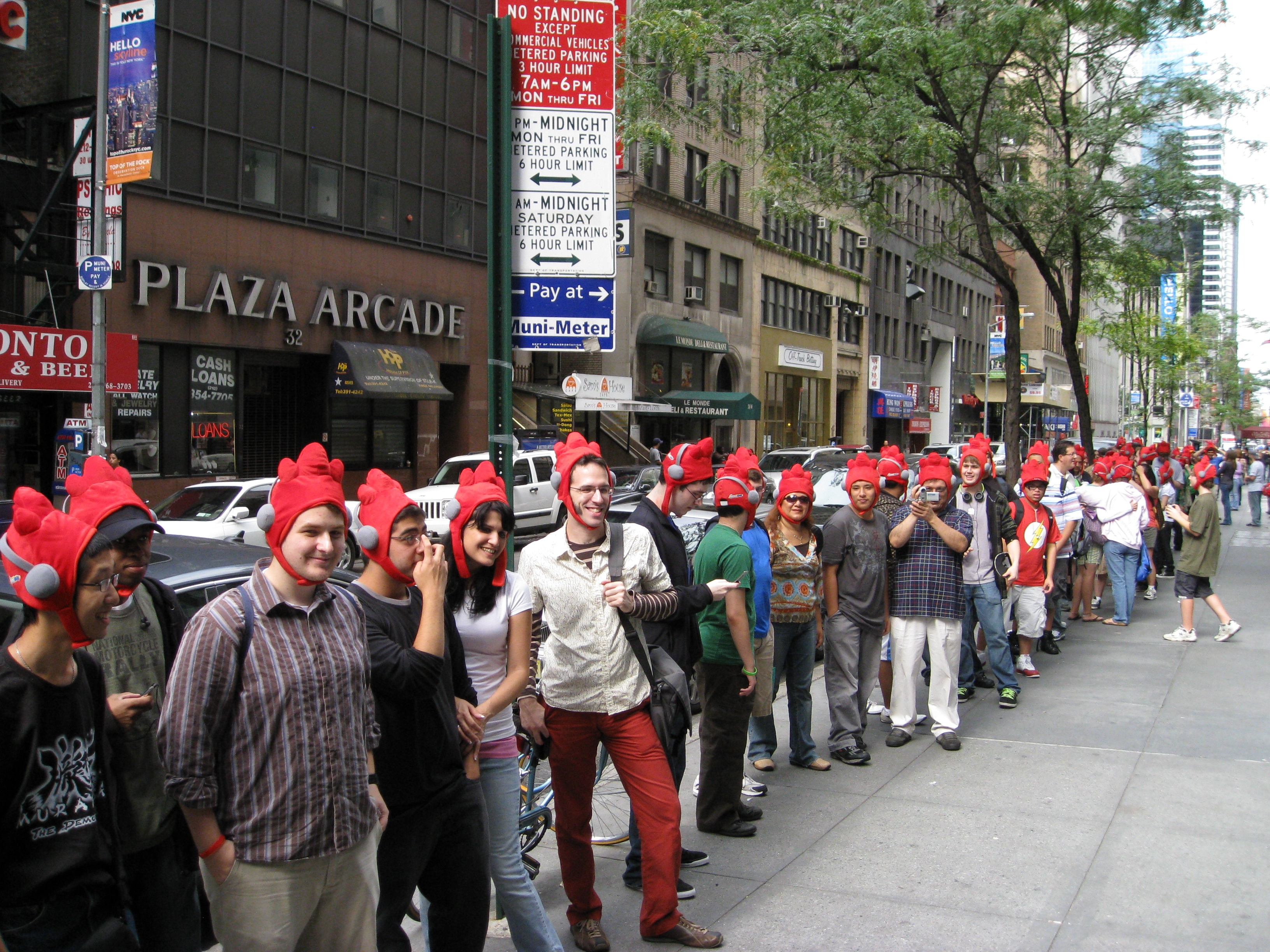
Clientes com seus "chapéus de galo" esperam em linha pelo início do evento de lançamento de Scribblenauts em 13 de Setembro de 2009 na Nintendo World Store em Nova York.

Scribblenauts foi originalmente desenvolvido sem ter uma publicadora para o jogo. Slaczka notou que diferente de outros jogos onde os desenvolvedores podem completar um simples nível para obter o interesse enquanto trabalham no resto do jogo, Scribblenauts precisou mostrar suporte para seu grande dicionário desde o começo, sendo assim mais difícil promover o jogo. A companhia estava em negociação com uma publicadora no começo de 2009, deixando a prublicadora decidir quando seria melhor anunciar o jogo. Warner Bros. Interactive Entertainment oficialmente anunciou ela mesma como publicadora para Scribblenauts em Maio de 2009. Slaczka notou que dos outros publicadores que falaram com ele, ele achou que a Warner Bros. era a melhor, particularmente devido à sua proximidade da 5th Cell e seus interesses nesse título.

### Promoção
Jogadores que fizeram a pré-compra do jogo no GameStop e EB Games nos Estados Unidos, Canadá, e Austrália receberam uma réplica do chapéu de galo do Maxwell, um termo criado pelo Destructoid de acordo com Slaczka. O jogo foi lançado num evento especial na Nintendo World Store em Nova York em 13 de Setembro de 2009, com Slaczka e outros desenvolvedores da 5th Cell disponíveis para o evento.

## Recepção

### Pré-lançamento
IGN listou Scribblenauts numa prévia dos jogos de Nintendo DS em 2009, rotulando ele como um dos tops para o ano. Eles descreveram ele como "possívelmente um dos projetos de sistemas mais ambiciosos." Os leitores da IGN avaliaram o artigo mundial sobre Scribblenauts como o oitavo melhor artigo de 2008 de Nintendo DS no seu web site.
O jogo foi muito bem recebido na E3 de 2009. e foi considered o "hit" da convenção. Scribblenauts é o primeiro jogo para portátil na história a vencer o prêmio "Best of Show" (Melhor do Evento) da E3 inclusive de qualquer outro das grandes plataformas. O jogo foi nomeado "Best Original Game" (melhor jogo original) e "Best Handheld Game" (melhor jogo para portátil) pela Game Critics Awards. Scribblenauts foi nomeado acima de tudo "Best of Show" pela Gamespot, Gamespy, and IGN, juntamente a outros prêmios. 1UP.com nomeou Scribblenauts "E3's Most Innovative title" (título mais inovador da E3). X-Play deu ao jogo os prêmios "E3 Best Original Game" (melhor jogo original da E3) e "Best Handheld Game" (melhor jogo para portátil). Ars Technica considerou o jogo como "Show's Most Pleasant Surprise" (Surpresa mais prazerosa do evento). Joystiq fez um teste de 10 palavras no jogo, e encontrou apenas uma palavra "plumbob", que não estava presente no jogo, mas eles prometeram colocá-la na versão final. Parte do sucesso na E3 foi considerada devido à inclusão do então recente Meme de Internet Keyboard Cat, que levou à grassroots-digitar excitada sobre o jogo na convenção. Adam Sessler da G4 TV acredita que o sucesso de Scribblenauts na E3 foi de um pequeno jogo mas cheio de êxito, de uma pequena companhia em contraste aos numerosos outros títulos maiores das grandes desenvolvedoras e publicadoras que tem se tornado um padrão na convenção, e mostra que a originalidade de um jogo é que faz dele um destaque.
Um exemplo das possibilidades de Scribblenauts que atrai atenções para o jogo é dado na tentativa da ESRB em descrevê-lo como "cartoon violence" (Desenho Violento) e "comic mischief" (humor ofensivo) e querendo atribuir uma censura "E10+" (acima dos 10 anos). A descrição da ESRB inclui possíveis exemplos dos níveis do jogo como violentos quando "um pau pode ser usado para bater num animal; carne pode ser amarrada a um bebê para atrair leões; mísseis podem ser lançados num homem". Um outro exemplo num comentário da NeoGAF numa discussão dedicada ao jogo, o usuário "Feep", relata a experiência de ter descoberto durante a E3 que era capaz de voltar no tempo com uma máquina do tempo para pegar um dinossauro de modo a derrotar um exército de robôs zumbis que não poderia ser derrotado por armas comuns. A história foi chamada de "Post 217", e levou o artista Edison Yan da 5th Cell a criar uma imagem de papel de parede da história, em aprovação à resposta positiva por parte dos fãs ao jogo, e os termos "Post Two One Seven" (Post 217), "Feep" e "Neogaf" foram incluídos como objetos invocáveis no jogo. A imagem foi usada como material promocional, aparecendo como um poster interno da versão italiana de Official Nintendo Magazine. Slaczka credita a popularidade boca-a-boca do "Post 217" como parte do sucesso na E3, e observou que ele contatou Feep para obter sua permissão para incluir "Feep" (aparecendo como um robô zumbi) no jogo.

### Lançamento
Scribblenauts foi tido pelos críticos como firme na premissa que o jogo foi feito para trazer aproximadamente qualquer objeto imaginado para dentro do jogo. John Walker da Eurogamer considerou o jogo "uma incrível realização", com seu banco de dados de palavras "tão finamente completo na sua coleção de coisas do universo" e suas características. Craig Harris da IGN afirmou que "os desenvolvedores se entregaram completamente à promessa" de permitir ao jogador invocar quase qualquer objeto imaginado, e, baseado no núcleo do jogo apenas, é uma "incrível experiência versátil para o Nintendo DS". Ben Kuchera do Ars Technica elogia o jogo como "inegavelmente novo e impressionante" e encorajam jogadores à apoiar jogos que assumem riscos com suas inovações. Ray Barnholt da 1UP.com disse que o jogo "não é exatamente um faz tudo ou definitivo" e que ele recebeu prioridade para o lançamento, o jogo permanece como "infalível" devido à sua nova e revolucionária maneira de ver as coisas. A novidade do jogo de forçar o jogador a considerar diferentes soluções ao re-jogar níveis foi vista por Anthony Gallegos da Gamespy como uma "maneira realmente clara de encorajar re-jogabilidade enquanto sutilmente aumenta o desafio".
Entretanto, críticos censuraram os controles do jogo, ao ponto de dizer que a implementação "também mata um jogo fantástico". Os críticos comentaram especificamente como o touchscreen é usado tanto para manipular os objetos colocados no jogo como para mover Maxwell; isto poderia resultar inadvertidamente numa caminhada de Maxwell para a morte ou o desmanche de um delicado plano de arranjo de objetos na tentativa de movê-lo. Craig Harris da IGN nota que enquanto alguém pode comandar Maxwell indiretamente, o personagem falha em evitar ou superar obstáculos simples, similar ao movimento das tropas em jogos de estratégia em tempo real, já que eles requerem uma quantidade significante de controles precisos para o jogador. No entendimento da equipe da 5th Cell, eles optaram por usar o touchscreen desta maneira para evitar muitas mudanças entre o touchscreen e os botões. A decisão de usar os controles de touchscreen foi descrita por Walker como "possivelmente a decisão de projeto mais idiota de todos os tempos", e que se os controles de movimento tivessem sido mapeados para os botões, o jogo teria sido uma coisa linda". Walker também questionou a escolha de câmera do jogo em algumas situações quando os objetos saem da tela, e o resultado de certas interações, tais como lutas entre personagens controlados pelo jogo, que ocorreram fora da câmera. Quanto à possibilidade de conectar objetos a outros objetos, os críticos acharam que encontrar pontos de conexão pode ser difícil e que alguns gatilhos ativam se o Maxwell se mover, sem ser esse o resultado esperado.
Críticos também identificaram alguns comportamentos inesperados de alguns objetos ou combinações deles, levando a uma inconsistência e mais dificuldade em vários Puzzles. Ben Kuchera do Ars Technica, disse que Scribblenauts é um "jogo frustrante, senão enlouquecedor", descreve que encontrou quebra-cabeças que, depois de tentar muitas soluções que deveriam ter funcionado pelo senso comum, ele eventualmente tentou uma solução menos lógica que funcionou. Walker considerou os puzzles "entre não inspirados e simples; e frustrantemente obscuro e irritante". Muitos críticos experimentaram depois de gastar um tempo resolvendo algum puzzle, tentar jogá-lo novamente no modo "free play" (jogo livre). Em particular para os níveis de ação, os críticos acharam menos propensos à procurar soluções alternativas e caíam no padrão de usar o mesmo conjunto de objetos, fazendo esses níveis repetitivos até o fim. Por outro lado, os níveis puzzle foram bem recebidos; Andrew Reiner da Game Informer afirmou que o tempo gasto resolvendo os níveis de puzzle era como quando seus "sucos criativos estavam sendo espremidos". Kurchera também notou que alguns puzzles, são frequentemente melhores jogados com outros, incluindo crianças, como uma combinação de ideia imaginativas resulta eventualmente numa solução. Barnholt descreveu o jogo inteiro como um protótipo com sua física estranha e não como um dos elegantes jogos anteriores da 5th Cell.